# Esmeralda (1896)
Esmeralda була розроблена за індивідуальним проєктом Філліпом Уоттсом (майбутнім конструктором «Дредноуту»)  для ВМС Чилі під час аргентино-чилійської гонки морських озброєнь.

## Контекст появи та конструкція
Замовлення корабля стало реакцію на придбання Аргентиною, відносини з якою у Чилі були напружені через територіальні спори, кількох крейсерів типу «Джузеппе Гарібальді». Новий крейсер мав бути спроможний вести бій з аргентинськими кораблями або відступити, користуючись вищою швидкістю. 
«Есмеральда» була частково придбана за кошти в розмірі 1 500 000 доларів США, отримані від продажу раніше  однойменного захищеного крейсера Японії через посередництво Еквадору. 
Тогочасний щорічник Naval Annual назвав його "одним з найпотужніших крейсерів у світі".  Інший історик, Пітер Брук, вважає, що  «Есмеральда»  по суті залишилася захищенним крейсером, через конструктивні недоліки, внаслідок чого її броньовий пояс піднімався над водою лише на пів метра. 

## Служба
18 грудня 1907 року корабель перевіз війська з Вальпараїсо в Ікіке, задля придушення страйку тисячі шахтарів з різних родовищ нітратів на півночі Чилі, які прагнули втручання уряду для покращення їхніх умов життя та праці. Ці війська вчинили різанину в школі Санта -Марія.  :340
«Есмеральда»  служив на флоті Чилі до 1929 року. 